# Saint-Valentin, Indre
Saint-Valentin är en kommun i departementet Indre i regionen Centre-Val de Loire i de centrala delarna av Frankrike. Kommunen ligger i kantonen Issoudun-Nord som tillhör arrondissementet Issoudun. År 2022 hade Saint-Valentin 263 invånare.

## Befolkningsutveckling
Antalet invånare i kommunen Saint-Valentin
Referens:INSEE